# Алехандро Табило
Алехандро Табило (на испански: Alejandro Tabilo) е чилийски тенисист.

## Биография
Алехандро Табило е роден на 2 юни 1997 г. в Торонто, Канада. Родителите му са чилийци, баща му Рикардо е роден в Антофагаста. Рикардо се премества в Северна Америка през 1988 г., където среща Мария (майката на Алехандро), която е от Сан Фелипе. 
Алехандро получава двойно гражданство. Той посещава Сантяго за първи път на 18 години, за да се състезава там. Решава да се премести в Чили за една година, осиновен е от Хулио Руеда и Патрисия Фариас, които му помагат да се доближи до чилийската култура. На 19-годишна възраст той се установява за постоянно в Чили, като винаги е мечтал да представлява родината на родителите си.

## Кариера
Алехандро Табило е най-високо класиран от ATP, като световен номер 19 на сингъл, достигнато на 1 юли 2024 г., и като световен номер 173 на двойки, достигнато на 5 август 2024 г. Той е настоящият чилийски тенисист номер 1.

## Кариерна статистика

### ATP финали (2 титли; 4 финала)
|        | П–З | Година | Турнир        | Клас      | Настилка | Опонент               | Резултат      |
| ------ | --- | ------ | ------------- | --------- | -------- | --------------------- | ------------- |
| Загуба | 0–1 | 2022   | Кордоба Оупън | 250 серии | Клей     | Алберт Рамос Виньолас | 6–4, 3–6, 4–6 |
| Победа | 1–1 | 2024   | Окланд Оупън  | 250 серии | Твърда   | Таро Даниел           | 6–2, 7–5      |
| Загуба | 1–2 | 2024   | Чили Оупън    | 250 серии | Клей     | Себастиан Баес        | 6–3, 0–6, 4–6 |
| Победа | 2–2 | 2024   | Майорка Оупън | 250 серии | Трева    | Себастиан Офнер       | 6–3, 6–4      |